# Famille de Barbezières
La famille de Barbezières est une famille d'extraction chevaleresque, originaire de Barbezières, en Angoumois, où elle est connue depuis le XIVe siècle.
Elle est éteinte depuis le XIXe siècle. Elle compte quatre maréchaux de camp sous Louis XIV.

## Histoire
En 1303, un seigneur de Barbezières combat dans les armées de Philippe le Bel.
Elle se distingue particulièrement au XVIIe siècle, avec Geoffroy, Charles, Jean Noël et Charles-Louis qui levèrent plusieurs régiments dont le 13e RDP et devinrent maréchaux de camp.
Pendant la révolution, plusieurs de ses membres ont combattu dans l'armée des émigrés.

## Filiation
- Pierre †/1426 & Catherine Guinée †1426/
  - Jean &ca 1450 Amicie L'Hermite
    - Jean †1485 & Clémence d'Orgemont
      - Philippe &1497 Hélène de Fonsèque
        - Charles 1505-1577 &1534 Jeanne Poussard
          - Charles &1580 Jeanne de Gontaut Biron
            - Pierre &1603 Marie Robert
              - Salomon 1604- &1628 Florence de Lastre
                - Charles &1667 Anne Prudence de Couvidon
                  - Charles &1705 Marie Jeanne Chasteigner
                    - Charles Antoine †/1768 &1735 Marie de Livenne de La Chapelle 1719-1767
                      - Charles Antoine †1795, émigré &1770 Françoise Josèphe de Nesmond 1744-1786
                        - Joseph & Eléonore Hélène du Rousseau de Ferrières
                          - Joseph Charles François ca 1822 & Marie de Jausselin de Brassay
                          - Célestine †1833

                    - Jean César †1788 &1761 Anne Gabrielle Levesque 1724-1787
                      - Jean Charles †1774

        - Charles 1505-1577 &1574 Marguerite de Saunhac 1550-1621
          - Anne &1607 Fulcrand de Bourzès
          - Renée & Nn de La Boysse

        - Nicolas 1507-
        - Guyot 1507-
        - Laurent Charles 1509 &1534 Jeanne Poute
        - Jeanne 1511-
        - Jean 1512-
        - Anne 1513-
        - Jacques 1515- & Jeanne de Moussy
          - Louis †1614 &1570 Antoinette de Rochechouart 1542-1571

  - Pierre & Ne de Montigné
    - Pierre & Guyonne Eschallé
      - Louis †1529/ & Catherine Guitaud
        - Hercule †ca 1581 &1528 Guillemine Jay †1541/
          - Louis
          - Jean & Marie de La Faye
            - Jérémie &1593 Marie Thévenin
              - Etienne &1622 Florence Corgnol
                - Louis &1659 Marie Pingault
                - Charles &1667 Marguerite André
                - François &1662 Marie Arnault
                  - François &1670 Anne de Piot
                    - Marie Anne &1729 Nn Rochier

                  - François & Marie-Anne Guy
                    - Etienne 1711-1759 &1733 Marie Laisné
                      - François de Sales †1770
                      - Marguerite 1734- &1773 Jean de Chevreuse
                      - Marie 1750-1827 &1776 Alexandre Bernard de Javrezac 1722-1794

              - Jean †1635..1639 &1623 Louise de La Porte
                - Marie 1633
                - François 1635-1664
                - Jean †/1670 &1656 Catherine Marchais
                - Jean †/1670 & Marie Morain
                  - François 1640

              - Charles
              - Charlotte & François Desmortiers

      - Louis †1529/ &1528 Marguerite Regnauld ca 1493-1529/

  - Pierre & Marguerite d'Authon
    - André & Jeanne de Frondebœuf
      - Jean & Françoise de Montalembert
        - Guillaume &ca 1510 Louise Chauvet
          - Sébastien ca 1520- &ca 1550 Jacquette de Parthenay ca 1527-
          - Catherine 1522-/1553 &1539 Jean de Lestang 1511
          - Jean †1558/ &1555 Marguerite Regnauld
            - Antoine †/1615 & Louise de Puyrigaud †
              - Charles &1612/ Henrie Pidoux †/1626
                - Louise †1654 &1636 Pierre Regnauld ca 1614-1682..1684
                - Marie &ca 1637 Robert d'Asnières

              - Charles &1626 Marie Carion †1658/
              - Renée &1609 Joseph de Villedon

      - Jean &1506 Jacquette de La Béraudière
        - Renée & René Gaultier
        - Renée &1571 André de Montalembert †/1589
        - Geoffroy †/1577 &1533 Catherine de Vivonne
          - François 1535 &1583 Françoise de Coutances †1629
            - François †1616 &1611 Charlotte de Fontlebon ca 1588-1656/
              - François 1613-1638
              - Charles 1614-1656/ &1641 Marie Bruneau
                - Charlotte de Barbezières de Chémerault ca 1642-1666/ &1665 Paul Portail †1705/
                - Marie & Eusèbe de Forcadel
                - Anne Thérèse de Barbezières de Chemerault †1723 &1671 Jacques Antoine Eléonore de Sauvan d'Aramon 1645-1687

              - Achille 1616-1648 & Jeanne Branger
                - Magdeleine

            - Geoffroy †1621/ &1615 Louise de Marans
              - Geoffroy †1656/ & Ne N
              - Charles †1677 & Madeleine Tabouret
                - Ne & Nn d'Arpajon
                - Charles Martin †1674
                - Augustin †1669
                - François
                - Jean Noël †1709 &1695 Marie de Moreuil ca 1675

              - François †1657 & Magdeleine Bertrand 1636-/1650
                - Charles-Louis ca 1650-1709

              - Louis †1675/
              - Louise de Barbezières de Chemerault ca 1618-1679 &1644 Macé Bertrand de La Bazinière 1620-1688
              - Henri †1645

            - Gabriel †?1650 & Françoise de La Haye †1658

          - Méri 1540-1609 &1590 Marie Claude de L'Aubespine 1550-1613
          - Isabeau & Louis de Lescure

## Héraldique
La famille porte notamment D'argent à trois fusées et deux demi fusées accolées en fasce de gueules..
La branche de La Roche-Chemerault porte écartelé au 1 D'argent à trois fusées et deux demi fusées accolées en fasce de gueules, au 2 D'azur à la croix denchée d'argent au 3 d'hermine au chef de gueules, au 4 d'or à l'aigle éployée de sable
Elle a pour tenant deux anges.

## Titres
Les Barbezières ont successivement portés les titres de :
- Haut et puissant seigneur de Barbezières
- Marquis  de Barbezières
- Comtes de Barbezières (titre pour les cadets)
- Comte de Chemerault
- Comte de Civray
- Baron de Melle
- Abbé laïque de Celles